# Espionagem nazista no Brasil
A espionagem nazista no Brasil ocorreu durante a Segunda Guerra Mundial realizada por imigrantes alemães e integralistas, que enviavam informações sobre o Brasil para o governo da Alemanha Nazista.

## Os integralistas
Havia uma extensa rede de espionagem nazista criada por um antigo membro da Ação Integralista Brasileira. Essa rede era liderada e montada por Tulio Regis do Nascimento (codinome "Garcia") um capitão do exercito, que havia militado no movimento. Ele passava informações sobre a movimentação de navios ao redor do Brasil. Faziam parte do grupo muitos civis seduzidos por promessas de dinheiro incluindo prostitutas. Tulio convidou o jornalista Geraldo Mourão, Raimundo Padilha e Álvaro da Costa e Sousa para realizar algumas missões. Porém Raimundo e Álvaro se recusaram a agir, tendo o grupo sido denunciado a polícia por Álvaro, após Tulio planejar um ataque ao navio Winduck, e por Raimundo, que contou sobre a missão de conseguir informações sobre algumas bases militares. Com isso, a policia acabou prendendo Tulio que, interrogado, delatou os outros membros da rede de espionagem. Não havia provas que Raimundo e Álvaro participaram da rede de espionagem, então eles dois foram soltos.[carece de fontes?]
Outro que praticou espionagem para os nazistas foi Luís Eugenio Lacerda de Almeida, que segundo o jornal "O Radical", do Rio, havia sido integralista. Ele tinha a tarefa de passar informações sobre a Base Aérea de Parnamirim, Porem quando os alemães Walter Grapetin e Ernest Sievert que eram membros da rede de espionagem de Eugenio foram interrogados pelo Governo Vargas, eles acabaram entregando Luís que foi pego pela policia varguista.[carece de fontes?]

## Os alemães
O grande chefe da espionagem alemã no brasil era Gustav Engels (codinome "Alfredo") imigrante alemão e agente da Abwehr uma agencia de espionagem nazista. Quando a policia interceptou uma mensagem de "Alfredo" descobriram que foram vazadas informações sobre desde o transito de aviões estadunidenses no Brasil, a capacidade de gasolina nos portos do país até o comprimento de pistas de aeroportos. Engels estava por trás das espionagens praticadas por Eugenio e por Tulio espionagens cuja descoberta somada a transmissão levaram a prisão desse "superespião". Engels foi preso e assim sua rede de espionagem chegou ao fim.[carece de fontes?]
Em 1942 foi descoberto um centro de espionagem nazista em uma casa localizada no número 318 da Rua Campos de Carvalho (atual General San Martin). O alemão Josef Starziczny, que estudou em escolas militares, recebeu a missão de vir ao Rio de Janeiro observar a movimentação dos navios dos Aliados e informar ao Eixo. Com o nome falso de Niels Christensen, cometeu dois grandes erros, que chamaram a atenção da fiscalização. O primeiro foi durante a compra dos equipamentos para a montagem da estação de rádio. Seu português ruim, somado à escolha suspeita dos instrumentos em plena Segunda Guerra Mundial alertou o vendedor, que chamou a polícia. Foi montada uma grande investigação sob o comando do Chefe de Polícia Filinto Muller e, em três meses, Starzicny foi preso. Outra falha foi ter se apaixonado por uma gaúcha, que era levada para os encontros do grupo nazista. Durante a prisão, foi descoberto que a rota do transatlântico inglês Queen Mary, que levava a bordo 8 mil soldados canadenses, havia sido avisada aos submarinos germânicos, que estavam prontos para atacar. Após o contato com a tripulação, que desviou o caminho de Buenos Aires para a Austrália, o possível ataque foi evitado. [carece de fontes?]
Entre os espiões nazistas estavam um homem famoso Otto Meyer fundador e presidente da Varig. Meyer planejava montar um transmissor de radio com equipamento contido no Aeroporto de Porto Alegre que seria transferido para Rio Grande por meio de um avião da empresa porem enquanto estava em Porto Alegre a policia rastreou o equipamento e impediu o plano.

## A locutora
Além das espionagens de brasileiros no Brasil houve também uma ação ocorrida na Europa. No final da guerra a radialista Margarida Hirschmann, brasileira de origem germânica, atuou durante a Campanha da Itália, possivelmente sob coação, em uma radio que desmoralizava a Força Expedicionária Brasileira (FEB). Ela foi presa quando a guerra acabou.